# 8. listopad
8. listopad je 312. den roku podle gregoriánského kalendáře (313. v přestupném roce). Do konce roku zbývá 53 dní. 

## Události

### Česko
- 1620 – České stavovské protestantské vojsko bylo poraženo v bitvě na Bílé hoře v Praze. Vlády v českých zemích se po ní ujal katolík Ferdinand II. Štýrský.
- 1959 – Otevření hvězdárny v Úpici, která se zabývá především pozorováním Slunce.
- 1967 – V Malostranské besedě proběhla premiéra hry Divadla Járy Cimrmana – Vyšetřování ztráty třídní knihy
- 1980 – Slavnostní zprovoznění dálnice D2 na úseku Brno – Bratislava
- 2003 – Miroslav Kalousek se stal předsedou KDU-ČSL.

### Svět
- 1412 – Zikmund Lucemburský, uherský král zastavil Polsku, na základě závazků vyplývajících z uzavřeného míru v Ľubovni, spišská města.
- 1414 – Zikmund Lucemburský korunován římsko-německým králem.
- 1519 – Hernán Cortés vstoupil do aztéckého města Tenochtitlán.
- 1889 – Montana se stala 41. státem USA.
- 1923 – Večer začal neúspěšný tzv. Pivní puč Adolfa Hitlera, který pokračoval do následujícího dne.
- 1939 – Incident ve Venlo: Němci zajali dvojici britských agentů SIS.
- 1939 – neúspěšný atentát na Adolfa Hitlera v mnichovském pivovaru
- 1942 – Operace Torch: vylodění angloamerických jednotek v severní Africe
- 1948 – Při letecké havárii se ztratila nad průlivem La Manche téměř polovina reprezentačního hokejového mužstva Československa.
- 2004 – Předseda irácké prozatímní vlády Ajád Aláví dal zelenou k útoku amerických a iráckých vládních sil na odbojné město Fallúdža.
- 2023 – Omegle se zrušilo.

## Narození

### Česko

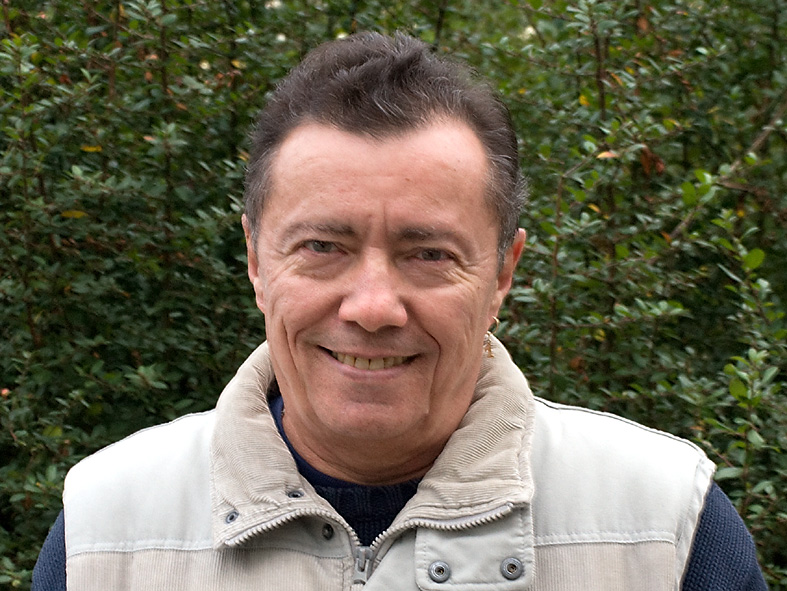
Karel Kahovec (* 1946)

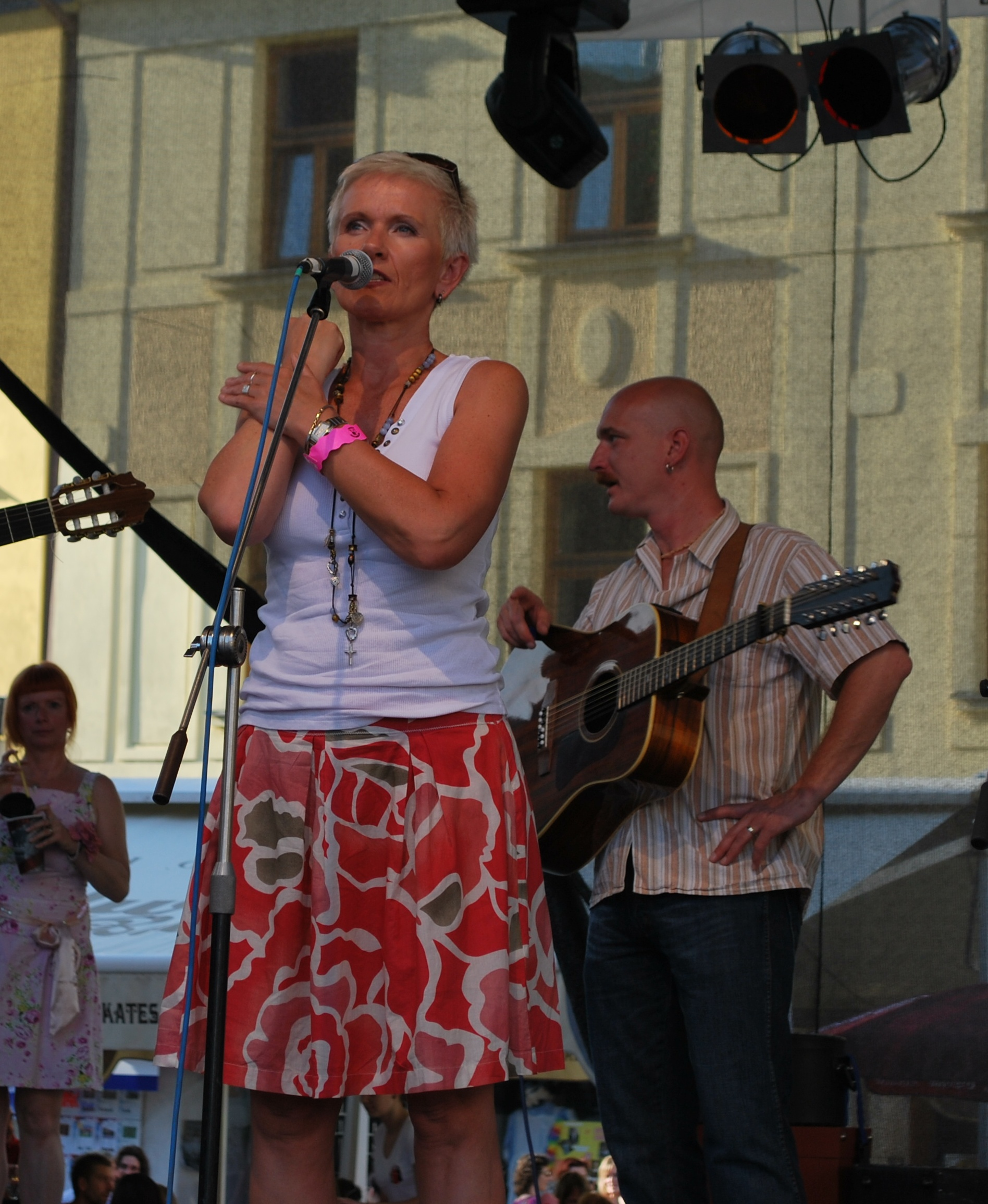
Irena Budweiserová (* 1957)

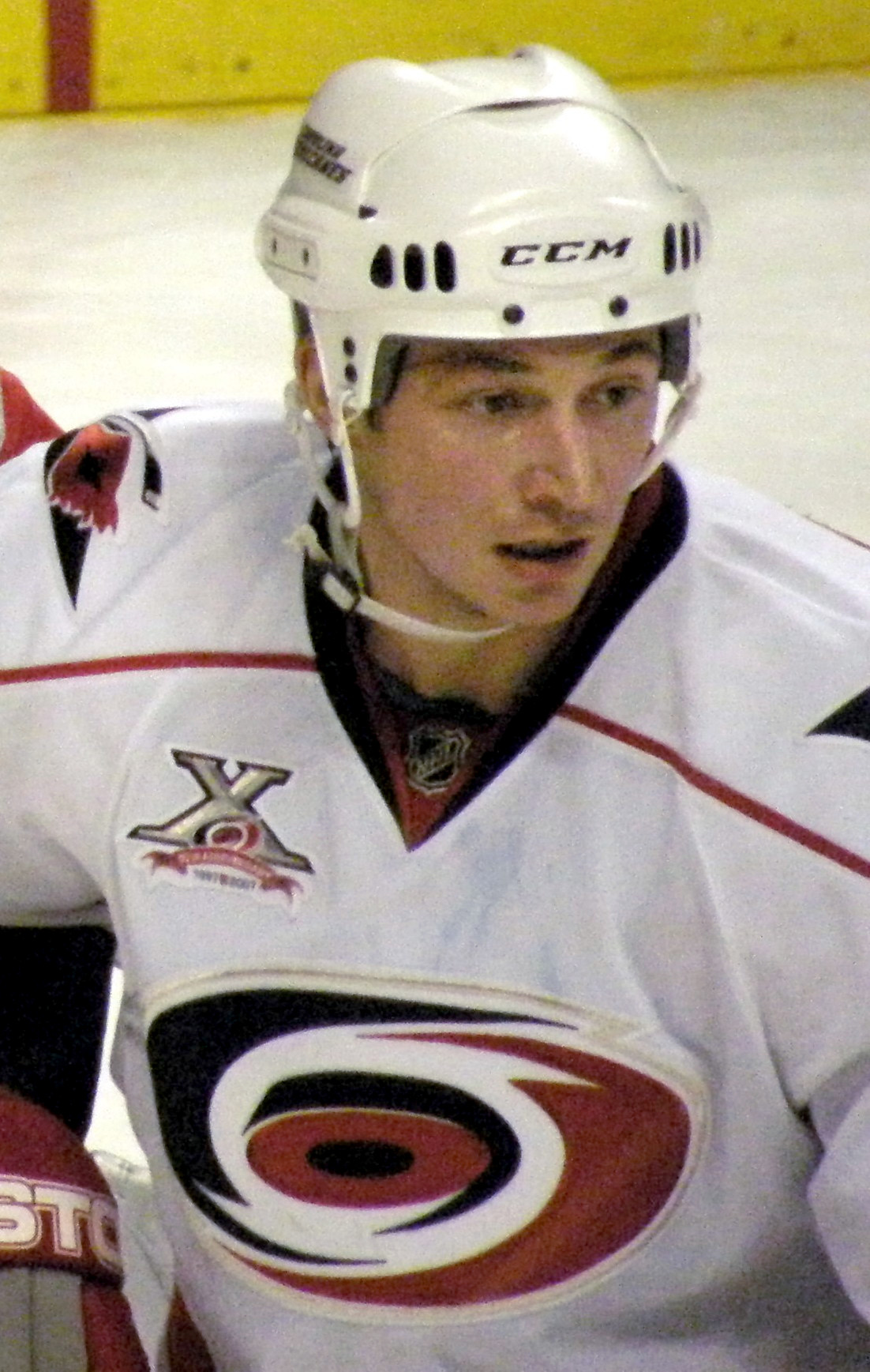
František Kaberle (* 1973)

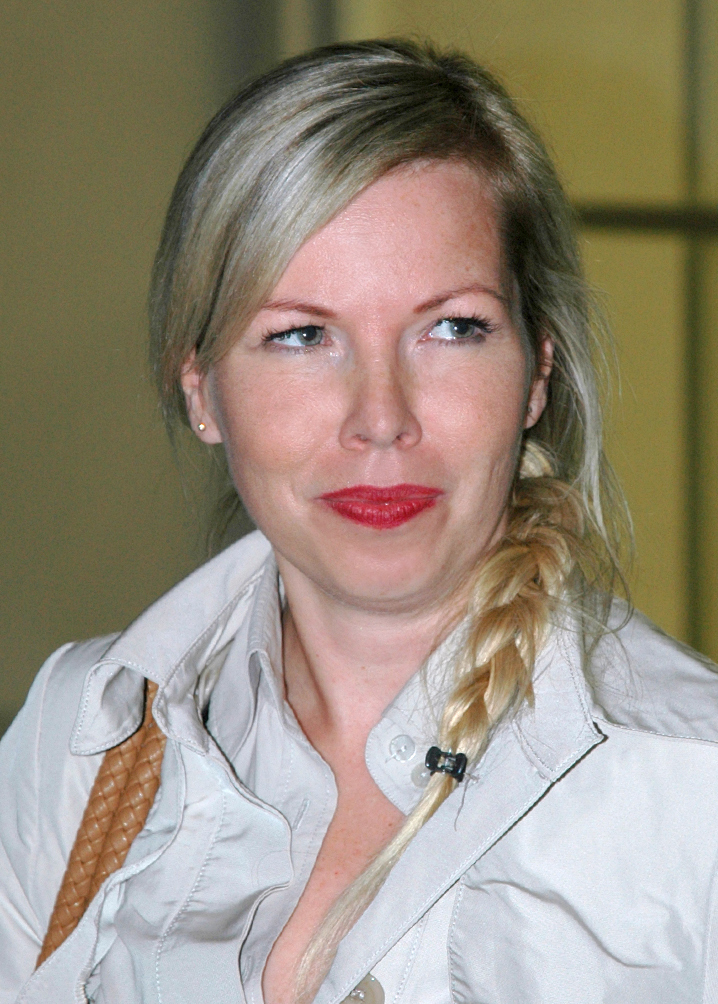
Paulina Skavová (* 1976)

- 1510 – Jan mladší Popel z Lobkovic, nejvyšší komorník Království českého († 12. dubna 1570)
- 1811 – Anton Gustav Trenkler, rakouský podnikatel a politik německé národnosti z Čech († 1. února 1874)
- 1816 – Josef Jaroslav Kalina, básník († 22. června 1847)
- 1841
  - Jan Otto, nakladatel († 29. května 1916)
  - Eugen Gura, operní pěvec († 26. srpna 1906)
- 1848 – Bohumil Adámek, básník a dramatik († 28. října 1915)
- 1850 – Karel Komzák mladší, hudební skladatel a dirigent († 23. dubna 1905)
- 1854 – František Bílý, literární historik a kritik († 17. října 1920)
- 1862 – Bohumil Vlček, akademický sochař a řezbář († 16. prosince 1928)
- 1867 – Jindřich Vodák, literární a divadelní kritik († 10. dubna 1940)
- 1873 – Adolf Piskáček, skladatel, sbormistr a spisovatel († 7. června 1919)
- 1874 – Bedřich Bobek, československý ústavní soudce a politik († 11. září 1952)
- 1877 – Bohumír Pokorný, hudební skladatel († 13. března 1968)
- 1878 – Andělín Novák, pedagog, archivář a slezský buditel († 21. květen 1955)
- 1879 – Josef Votruba, československý generál († 7. října 1959)
- 1881 – Josef Náprstek, československý politik († 9. září 1931)
- 1882
  - Bohumír Čermák, architekt a uměleckoprůmyslový návrhář († 23. září 1961)
  - Otto Lev Stanovský, kněz, rektor Arcibiskupského semináře v Praze, skladatel († 5. prosince 1945)
- 1886
  - Matěj Němec, československý legionář, generál († 29. srpna 1975)
  - Karel Oliva, lingvista a spisovatel († 12. října 1960)
- 1891 – Vojtěch Holeček, legionář, novinář a politik († 1969)
- 1892
  - Šimon Drgáč, československý generál, legionář, náčelník Hlavního štábu čs. branné moci († 28. června 1980)
  - Bohumír Halouzka, varhaník, hudební skladatel a pedagog († 8. května 1983)
- 1894 – Václav Machek, jazykovědec († 26. května 1965)
- 1897
  - Felix Achille de la Cámara, spisovatel, hrabě a producent († 8. května 1945)
  - Bohumír Podlezl, čs. legionář, brigádní generál († 15. prosince 1975)
- 1900
  - Bohumil Ryba, klasický filolog, překladatel, politický vězeň († 6. února 1980)
  - Vladimír Řepa, herec († 19. srpna 1957)
- 1903 – Slávka Tauberová, operetní zpěvačka, tanečnice a filmová herečka († 26. března 1983)
- 1905 – Václav Hlavsa, archivář a knihovník († 2. června 1986)
- 1909 – Zdeněk Sláma, tělovýchovný funkcionář, propagátor rugby († 1993)
- 1913 – Bohumil Patera, český a československý politik
- 1914
  - Ivan Lesný, lékař a spisovatel († 16. ledna 2002)
  - Martin Strnad , trenér ledního hokeje, sportovec a pedagog († 20. října 2002)
  - Oldřich J. Blažíček, historik umění († 28. června 1985)
- 1917 – Zdeněk Škarvada, vojenský letec († 11. května 2013)
- 1921 – Karel Fořt, kněz pronásledovaný nacisty i komunisty († 21. ledna 2014)
- 1922 – Jaroslav Trojan, český a československý politik († 1. srpna 1970)
- 1926 – Josef Koukl, biskup litoměřický († 22. května 2010)
- 1933 – Inka Machulková, básnířka († 27. března 2014)
- 1935 – Jan Byrtus, fotograf († 27. července 1992)
- 1945 – Richard Farda, hokejista a hokejový trenér
- 1946 – Karel Kahovec, zpěvák, hudební skladatel a kytarista
- 1948 – Vlastislav Matoušek, etnomuzikolog a hudební skladatel
- 1949 – Vladimíra Fridrichová Kunešová, výtvarnice a pedagožka
- 1950
  - Eliška Bartek, švýcarská malířka a fotografka českého původu
  - Jan Kovářík, archeolog, publicista a spisovatel († 16. července 2002)
- 1951 – Pavel Hečko, fotograf
- 1955 – Antonín Kinský, člen bývalého šlechtického rodu Kinských z Vchynic a Tetova († 28. května 2012)
- 1957
  - Irena Budweiserová, zpěvačka, textařka, skladatelka, pedagožka
  - Robert Fremr, soudce Mezinárodního trestního soudu
- 1958 – Martin Velda, herec
- 1959
  - Miroslav Beran, fotbalový brankář
  - Miroslav Janů, fotbalový obránce a trenér († 24. ledna 2013)
- 1960 – Petr Nikl, výtvarník, hudebník, spisovatel, fotograf
- 1964 – Josef Vojvodík, teoretik a historik umění a překladatel
- 1965 – Václav Kahuda, prozaik († 24. července 2023)
- 1967 – Jiří Řehák, učitel a politik
- 1969
  - Michael Siegl, fotbalový záložník
  - Rostislav Vojáček, fotbalový obránce
- 1973 – František Kaberle, lední hokejista
- 1975
  - Alexandra Udženija, politička česko-srbského původu
  - Alena Vašková, tenistka a trenérka
- 1976 – Paulina Skavová, sochařka, scénografka a výtvarnice
- 1977 – Jarek Kolář, vývojář her
- 1978 – Martin Vozábal, fotbalový záložník a trenér
- 1980 – Ester Ládová, pornoherečka a zpěvačka
- 1986 – Barbora Tomešová, biatlonistka
- 1987 – Miroslav Holec, hokejový útočník
- 1995 – Ondřej Kaše, lední hokejista

### Svět

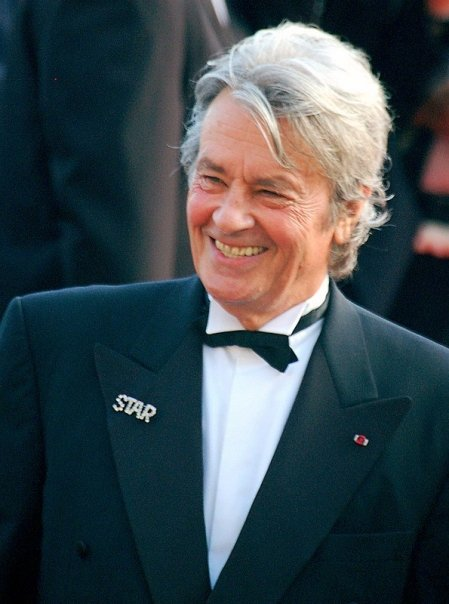
Alain Delon (* 1935)

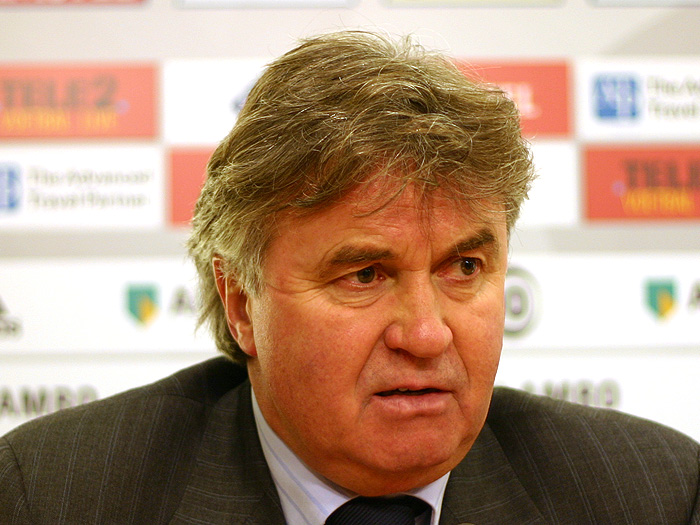
Guus Hiddink (* 1946)

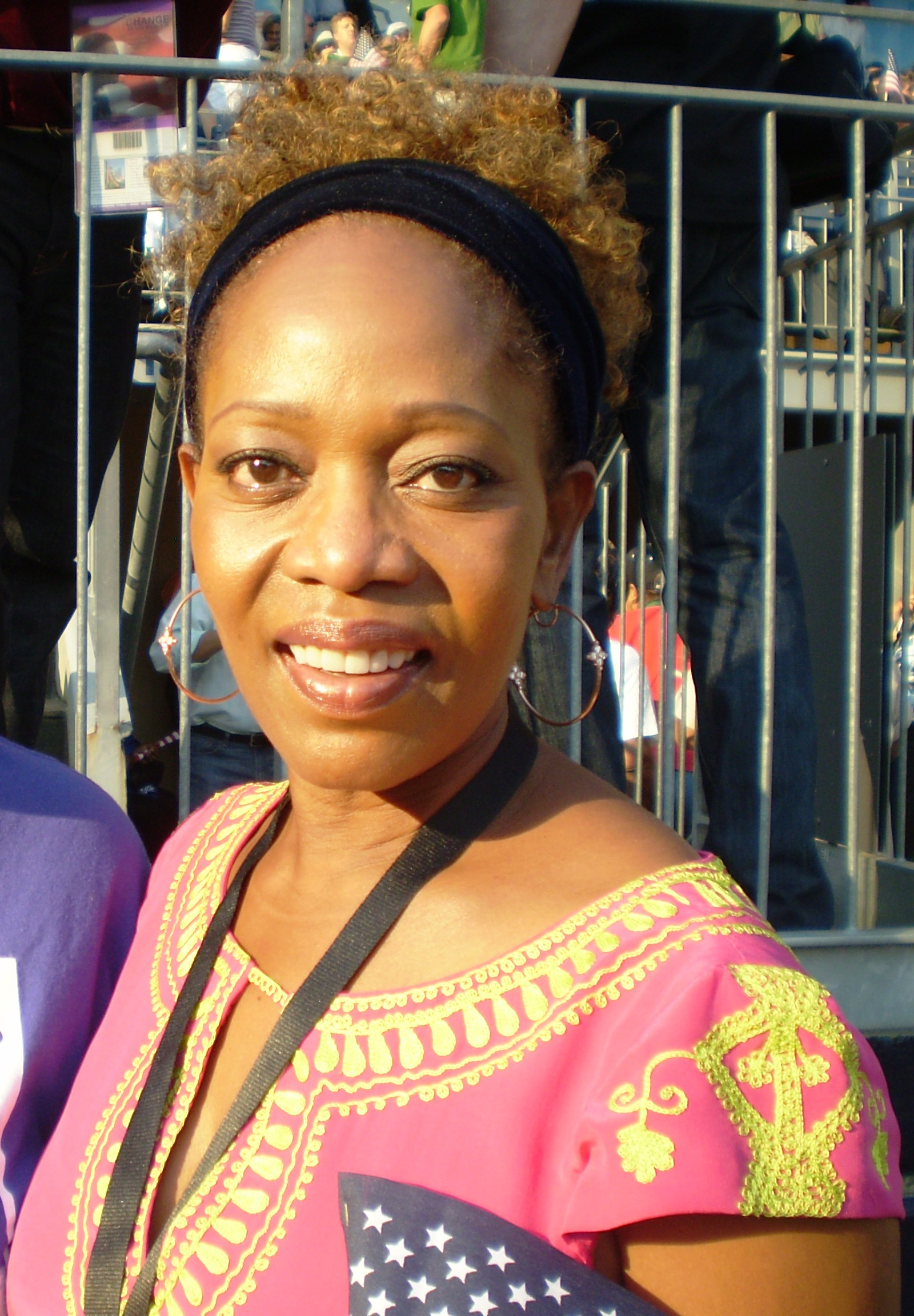
Alfre Woodard (* 1952)

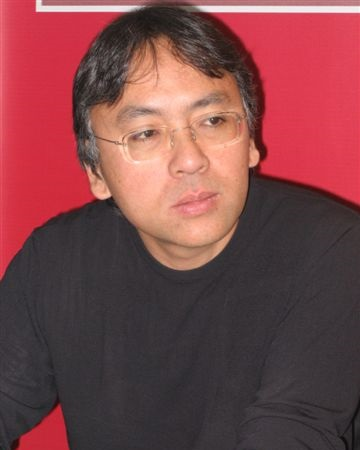
Kazuo Ishiguro (* 1954)

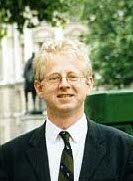
Richard Curtis (* 1956)

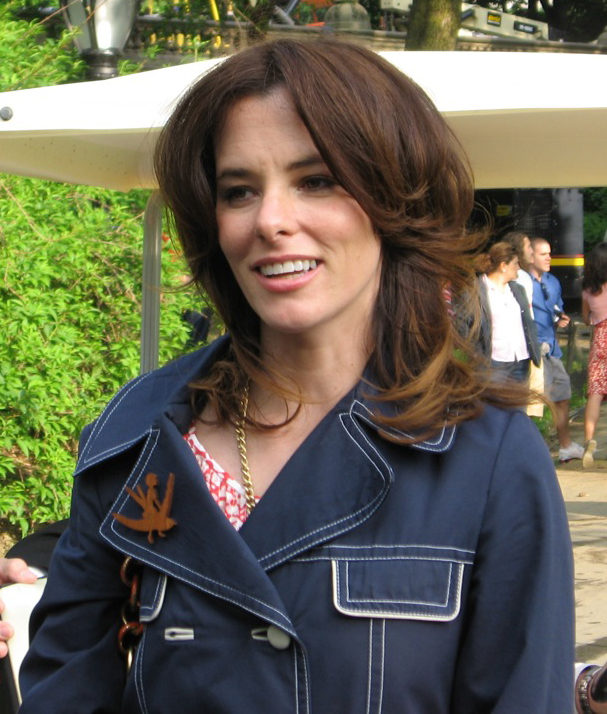
Parker Posey (* 1968)

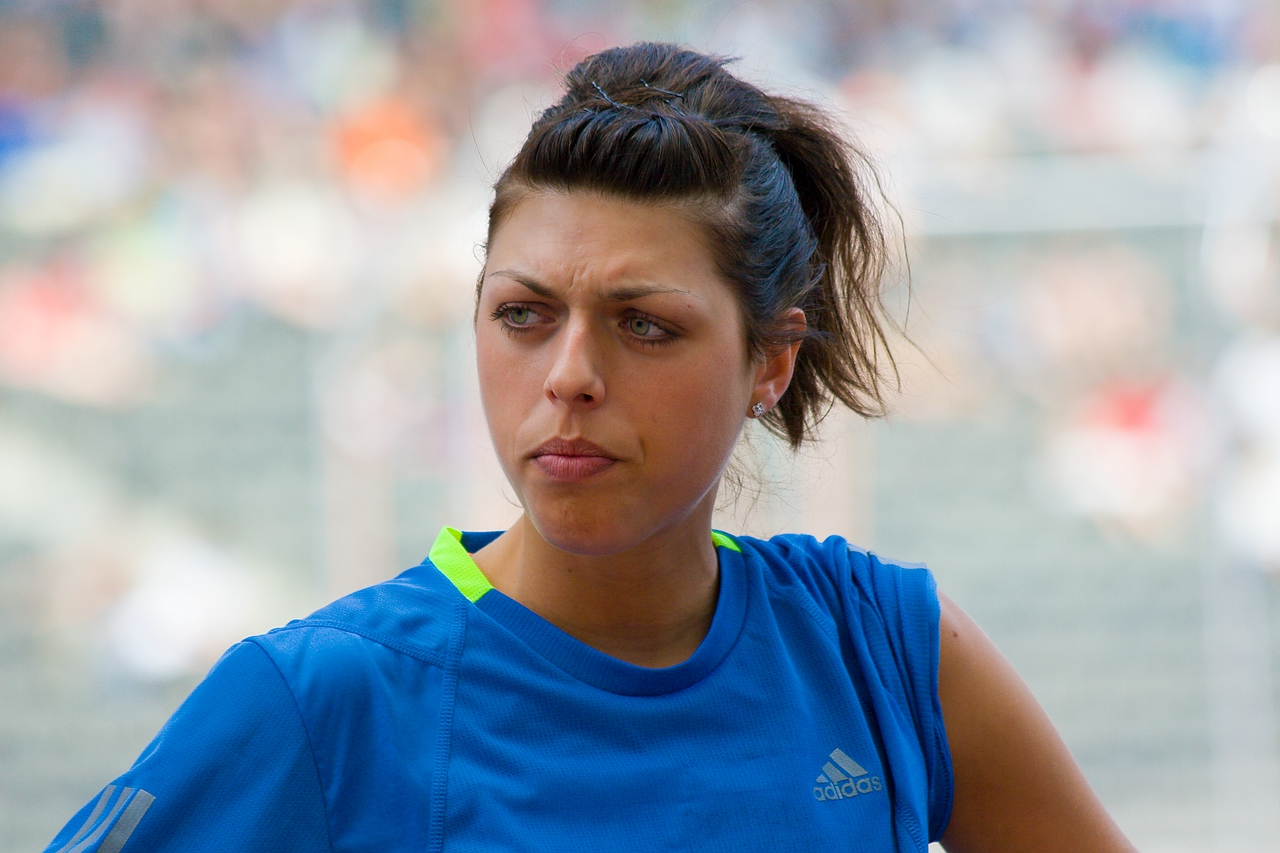
Blanka Vlašićová (* 1983)

- 0030 – Nerva, římský císař († 98)
- 1344 – Robert I. z Baru, vévoda z Baru († 12. dubna 1411)
- 1491 nebo 1496 – Teofilo Folengo, italský básník († 9. prosince 1544)
- 1563 – Jindřich II. Lotrinský, vévoda lotrinský († 31. července 1624)
- 1572 – Jan Zikmund Braniborský, braniborský kurfiřt a pruský vévoda († 23. prosince 1619)
- 1622 – Karel X. Gustav, švédský král († 13. února 1660)
- 1656 – Edmund Halley, britský astronom a matematik († 14. prosince 1742)
- 1715 – Alžběta Kristýna Brunšvicko-Bevernská, pruská královna († 13. ledna 1797)
- 1739 – Henrik Gabriel Porthan, finský historik († 16. března 1804)
- 1754 – Martin Johann Wikosch, rakouský historik moravského původu († 28. října 1826)
- 1763 – Otto Wilhelm Masing, estonský národní buditel († 15. března 1832)
- 1777 – Désirée Clary, norská a švédská královna († 17. prosince 1860)
- 1825 – Anton von Banhans, předlitavský politik († 26. května 1902)
- 1846 – William Robertson Smith, skotský orientalista a evolucionista († 31. března 1894)
- 1847
  - Bram Stoker, irský spisovatel († 20. dubna 1912)
  - Jean Casimir-Perier, francouzský prezident († 11. března 1907)
- 1848 – Gottlob Frege, německý logik, matematik a filozof († 26. července 1925)
- 1854 – Johannes Rydberg, švédský fyzik († 28. prosince 1919)
- 1862 – Signe Hornborgová, finská architektka († 6. prosince 1916)
- 1863 – Eero Järnefelt, finský malíř († 15. listopadu 1937)
- 1868 – Felix Hausdorff, německý matematik († 26. ledna 1942)
- 1883
  - Arnold Bax, anglický hudební skladatel a básník († 3. října 1953)
  - Charles Demuth, americký malíř († 23. října 1935)
- 1884 – Hermann Rorschach, švýcarský psycholog a psychiatr († 1. dubna 1922)
- 1885
  - Tomojuki Jamašita, japonský generál († 23. února 1946)
  - Hans Cloos, německý geolog († 26. září 1951)
- 1888 – Sima Marković, srbský politik († 19. dubna 1939)
- 1892 – Luigi Abatangelo, italský básník a historik († 11. listopadu 1966)
- 1897 – Dorothy Day, americká katolická novinářka a spisovatelka († 29. listopadu 1980)
- 1900 – Margaret Mitchellová, americká spisovatelka († 16. srpna 1949)
- 1901 – Gheorghe Gheorghiu-Dej, rumunský politik († 19. března 1965)
- 1906 – Hans Christian Hansen, premiér Dánska († 19. února 1960)
- 1908 – Agustí Bartra i Lleonart, katalánský básník, spisovatel a univerzitní profesor († 7. července 1982)
- 1912 – Stylianos Pattakos, řecký voják a politik († 8. října 2016)
- 1914 – George Dantzig, americký matematik († 13. května 2005)
- 1916 – Peter Weiss, německý spisovatel († 10. května 1982)
- 1918 – Hermann Zapf, německý typograf († 4. června 2015)
- 1920 – Eugênio de Araújo Sales, emeritní arcibiskup arcidiecéze Rio de Janeiro a kardinál († 9. července 2012)
- 1922
  - Ademir Marques de Menezes, brazilský fotbalista († 11. května 1996)
  - Christiaan Barnard, jihoafrický chirurg, jako první provedl transplantaci srdce († 2. září 2001)
- 1923 – Jack Kilby, americký elektroinženýr, vynálezce integrovaného obvodu, nositel Nobelovy ceny za fyziku († 20. června 2005)
- 1927 – Patti Page, americká zpěvačka († 1. ledna 2013)
- 1929 – William Innes Homer, americký historik umění a spisovatel († 8. července 2012)
- 1931 – George Maciunas, litevský umělec († 9. května 1978)
- 1932
  - Ben Bova, americký spisovatel science fiction
  - Stéphane Audranová, francouzská herečka († 27. března 2018)
- 1935
  - Alfonso López Trujillo, kolumbijský kardinál († 18. dubna 2008)
  - Alain Delon, francouzský divadelní a filmový herec († 18. srpna 2024)
- 1936
  - Virna Lisiová, italská filmová herečka († 18. prosince 2014)
  - Edward Gibson, americký fyzik a astronaut
- 1937 – Jozef Jankovič, slovenský sochař, malíř a grafik († 6. června 2017)
- 1942 – Sandro Mazzola, italský fotbalista
- 1943 – John Hunter, novozélandský veslař, olympijský vítěz
- 1945 – Vincent Nichols, anglický kardinál
- 1946
  - Guus Hiddink, nizozemský fotbalový trenér
  - Roy Wood, britský zpěvák, hudební skladatel a multiinstrumentalista
- 1947
  - Margaret Seddonová, americká lékařka a astronautka
  - Minnie Riperton, americká zpěvačka a textařka († 12. července 1979)
  - Giorgio Francia, italský automobilový závodník
- 1948 – Dale Allan Gardner, americký astronaut († 2014)
- 1949 – Bonnie Raitt, americká bluesová zpěvačka a kytaristka
- 1952 – Alfre Woodardová, americká herečka
- 1954
  - Rickie Lee Jones, americká rocková zpěvačka
  - Mike Visceglia, americký baskytarista
  - Kazuo Ishiguro, britský spisovatel japonského původu
- 1955 – Patricia Barber, americká jazzová zpěvačka, pianistka a textařka
- 1956
  - Mari Boine, norsko-sámská hudebnice
  - Richard Curtis, britský scenárista, režisér a producent
- 1960 – Michael Nyqvist, švédský herec († 2017)
- 1961 – Maťo Ďurinda, slovenský zpěvák (Tublatanka)
- 1965 – Craig Chester, americký herec
- 1967 – Courtney Thorne-Smith, americká herečka
- 1968 – Parker Posey, americká herečka
- 1970 – David Lemieux, kanadský hudební producent a archivář
- 1971 – Carlos Atanes, španělský filmový režisér, scenárista a dramatik
- 1974 – Masaši Kišimoto, japonský mangaka, tvůrce mangy Naruto
- 1978
  - Tim de Cler, nizozemský fotbalista
  - Eric Harland, americký bubeník
- 1981 – Joe Cole, anglický fotbalista
- 1982 – Dmitrij Viktorovič Meleško, běloruský profesionální hokejista
- 1983 – Blanka Vlašićová, chorvatská atletka
- 1986 – Patricia Mayrová-Achleitnerová, rakouská tenistka

## Úmrtí

### Česko
- 1472 – Jan II. z Rožmberka, český šlechtic (* asi 1430)
- 1620 – Kryštof Arnošt Šlik, šlechtic (* ?)
- 1735 – Jan Filip z Lambergu, šlechtic a komorník (* 9. září 1684)
- 1787 – Jan Karel Chotek z Chotkova, šlechtic (* 29. října 1704)
- 1878 – Heinrich Teltschik, moravský politik německé národnosti (* 13. září 1801)
- 1885 – Martin Vítek, moravský politik (* ?)
- 1894 – Antonín Uxa, horník, novinář, stoupenec socialismu (* 28. května 1847)
- 1895 – Václav Čížek, vlastenecký aktivista a levicový politik (* 24. února 1873)
- 1896 – Adolf Skopec, poslanec Českého zemského sněmu a Říšské rady (* 20. července 1829)
- 1902 – Valerian Kallab, poslanec Moravského zemského sněmu (* 10. dubna 1840)
- 1913 – Alfons Ferdinand Šťastný, český agrární filosof a politik (* 19. dubna 1831)
- 1918 – František Kohout, cyklistický závodník, průkopník tohoto sportu (* 11. února 1860)
- 1938
  - Konstantin Bušek, kreslíř, řezbář a publicista (* 8. ledna 1861)
  - Svatoslav Štěpánek, sériový vrah (* 25. prosince 1911)
  - Václav Antoš, sochař a malíř (* 1. prosince 1878)
  - Božena Fridová, spisovatelka a překladatelka (* 31. července 1853)
- 1944 – Bedřich Fritta, grafik a karikaturista židovského původu, oběť holocaustu (* 19. září 1906)
- 1948 – Letecká havárie československých hokejistů
  - Zdeněk Jarkovský, československý hokejový brankář (* 3. října 1918)
  - Miloslav Pokorný, československý hokejista (* 5. října 1926)
  - Karel Stibor, československý hokejista (* 5. listopadu 1924)
  - Zdeněk Švarc, československý hokejista (* 16. prosince 1919)
  - Vilibald Šťovík, československý hokejista (* 9. října 1917)
  - Ladislav Troják, československý hokejista (* 15. června 1914)
- 1951
  - Tereza Dubrovská, básnířka, klavíristka, mecenáška (* 13. února 1878)
  - Josef Mach, básník a překladatel (* 5. února 1883)
  - Vladimír Velecký, československý velkostatkář a partyzán, oběť komunistického režimu (* 21. srpna 1890)
- 1957 – Oldřich Homoláč, akademický malíř a středoškolský profesor (* 20. ledna 1872)
- 1958 – Fráňa Velkoborský, český spisovatel a textař (* 6. ledna 1900)
- 1961 – Hugo Kraus, operetní herec, divadelní režisér a divadelní ředitel (* 28. února 1894)
- 1972 – Rudolf Šmejkal, československý fotbalový reprezentant (* 14. ledna 1915)
- 1974 – Josef Košulič, hudební pedagog, historik, muzikolog a organizátor uměleckého života (* 1927)
- 1976 – František Paul, český herec, zpěvák, režisér a hudebník (* 28. dubna 1898)
- 1978 – Jan Paulin, fotbalista (* 11. prosince 1897)
- 1984 – Zdeněk Rossmann, modernistický architekt, scénograf, fotograf, designér a pedagog (* 3. září 1905)
- 1989
  - Josef Ehm, fotograf, pedagog a redaktor (* 1. srpna 1909)
  - František Adámek, bankovní úředník a archeolog (* 16. října 1907)
- 1991 – František Husák, český herec (* 24. května 1936)
- 1992 – Hana Klenková, autorka próz pro mládež i pro dospělé, překladatelka z angličtiny a publicistka (* 8. června 1905)
- 1994
  - Zdeněk Řehoř, český herec (* 30. srpna 1920)
  - Ivan Málek, lékař, mikrobiolog (* 28. září 1909)
- 2001
  - Stanislav Štrunc, československý fotbalový reprezentant (* 30. října 1942)
  - Vladimír Landa, biolog, ředitel Entomologického ústavu ČSAV (* 1. listopadu 1923)
- 2003 – Miroslav Šafařík, fotbalista (* 25. srpna 1949)
- 2013 – Miroslav Čada, silniční motocyklový závodník (* 4. července 1934)
- 2016 – Jan Rýz, malíř a pedagog (* 6. října 1946)
- 2017 – Petr Starý, podnikatel a herec (* 19. června 1963)
- 2020
  - Ulrika Kotajná, filmová a televizní herečka (* 30. června 1971)
  - Roman Žďárek, advokát a odborník na medicínské právo (* 1973)
- 2021 – Radoslav Fikejz, historik a komunální politik (* 12. června 1973)
- 2022
  - Marie Poledňáková, česká režisérka a scenáristka (* 7. září 1941)
  - Petr Rezek, fenomenologický filozof a teoretik umění (* 9. ledna 1948)

### Svět

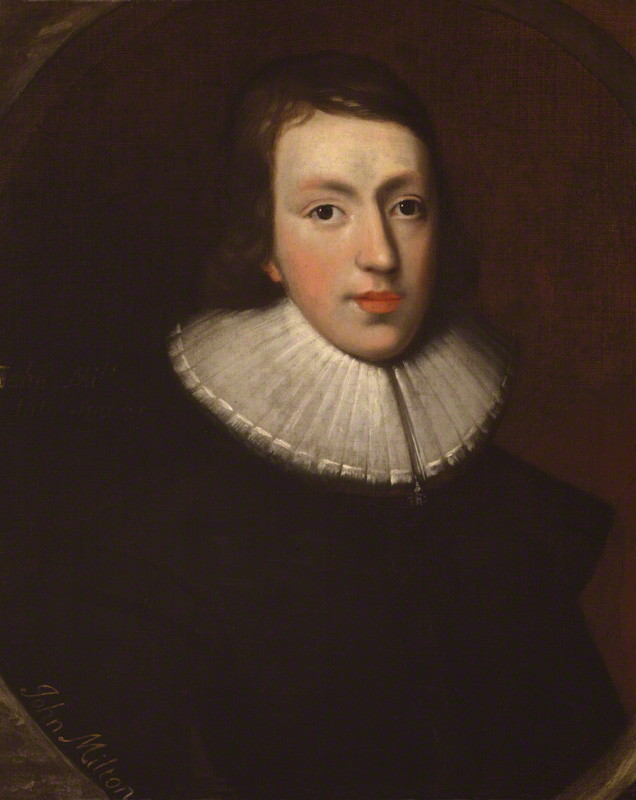
John Milton († 1674)

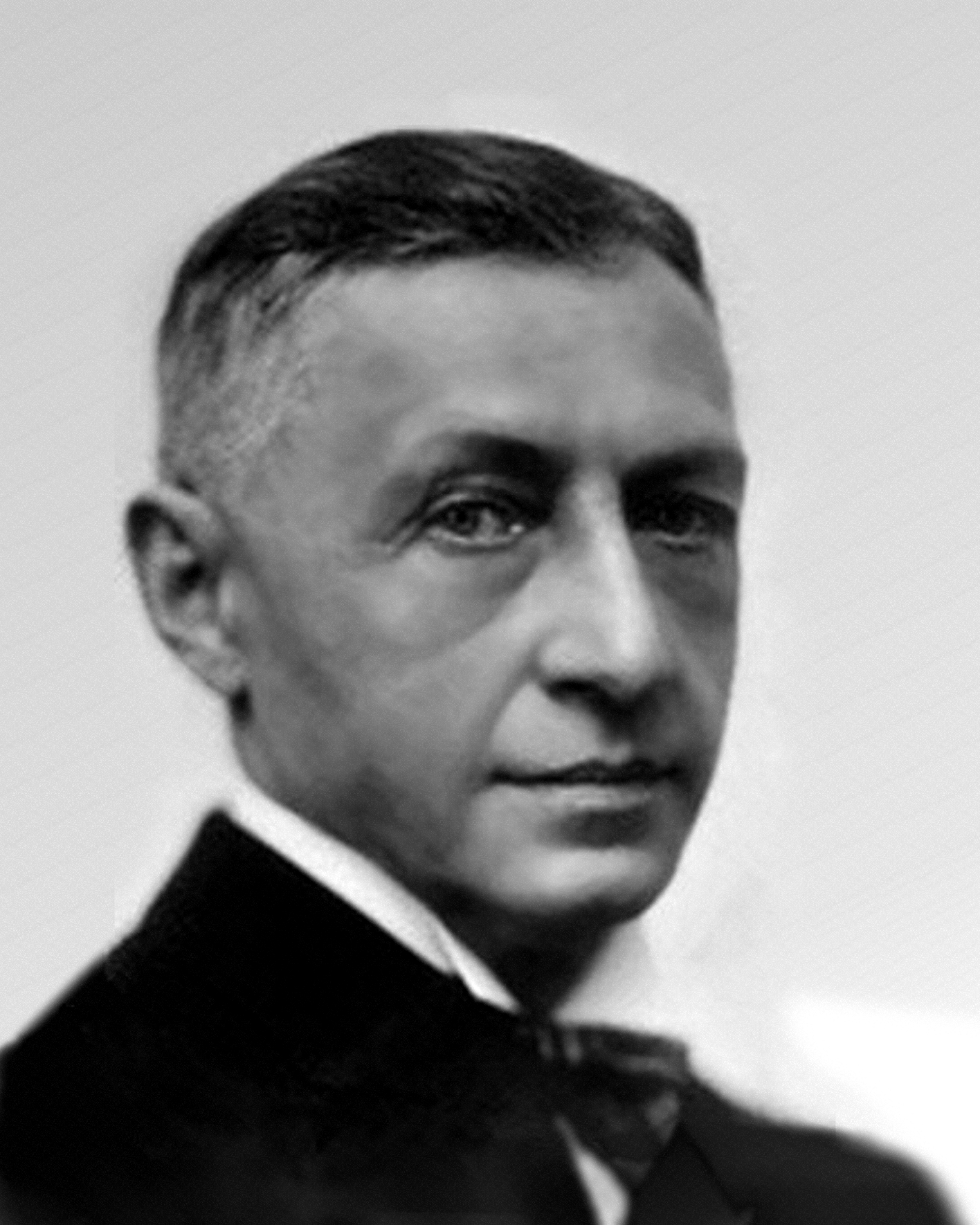
Ivan Bunin († 1953)

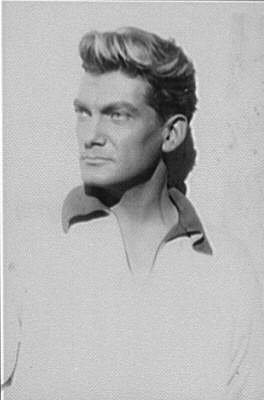
Jean Marais († 1998)

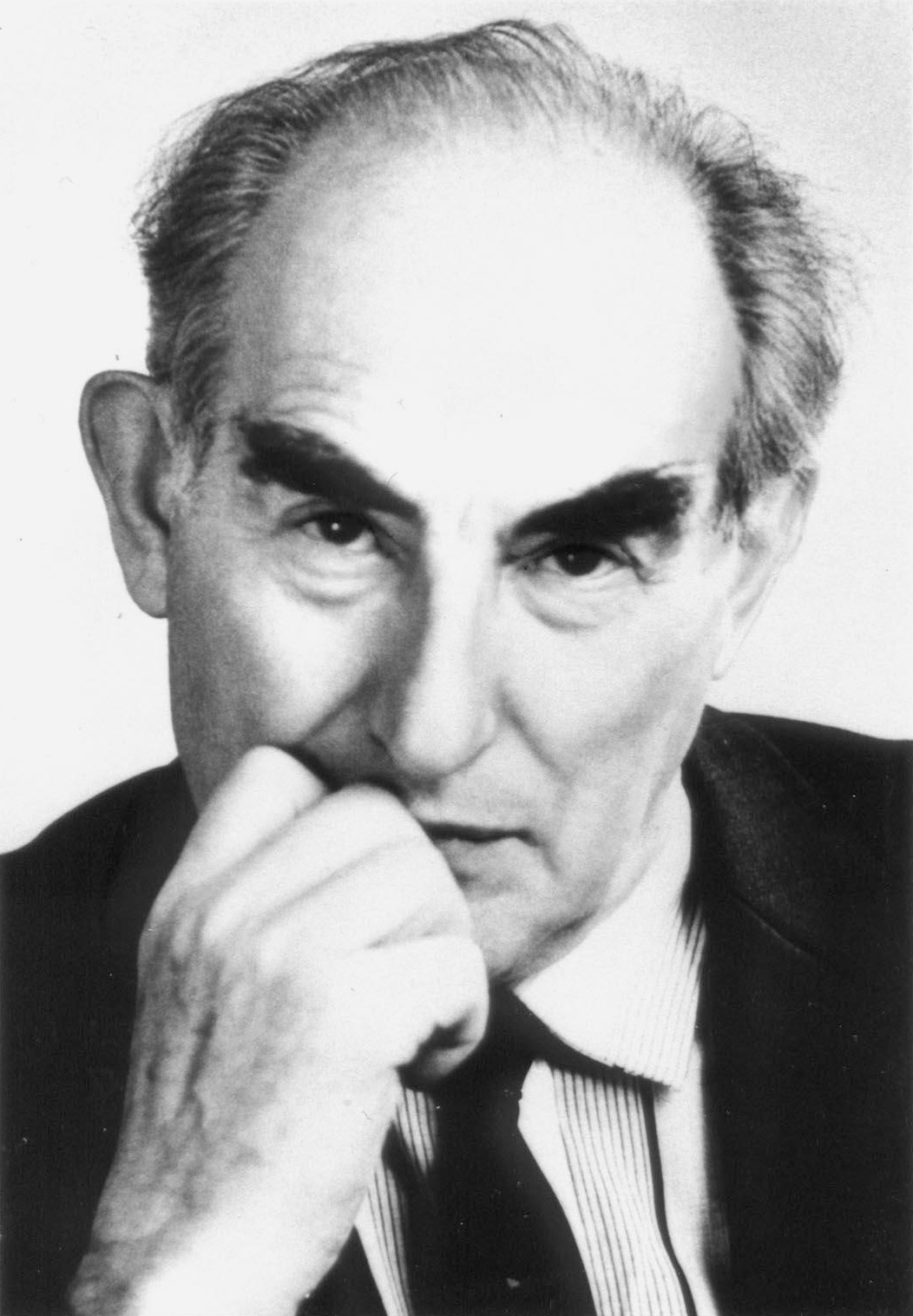
Vitalij Ginzburg († 2009)

- 0397 – Martin z Tours, římský voják, poustevník a biskup v Tours (* 316/317)
- 0955 – Agapetus II., papež (* ?)
- 1111  – Ota II. Habsburský, hrabě habsburský (* ?)
- 1195 – Konrád Štaufský, rýnský falckrabě, nevlastní bratr císaře Fridricha Barbarossy (* ?)
- 1226 – Ludvík VIII. Francouzský, francouzský král (* 5. září 1187)
- 1246 – Berenguela Kastilská, leónská a kastilská královna (* 1. června 1180)
- 1258 – Grzymisława Kyjevská, kyjevská princezna a polská kněžna (* 1185–1195)
- 1264 – Matylda z Béthuné, flanderská hraběnka (* asi 1230)
- 1308 – Jan Duns Scotus, skotský mnich, františkán, teolog a filosof (* asi 1266)
- 1494 – Melozzo da Forlì, italský malíř (* ? 1438)
- 1517 – Francisco Jiménez de Cisneros, španělský kardinál a státník (* 1436)
- 1607 – Alžběta Anhaltsko-Zerbstská, braniborská kurfiřtka (* 15. září 1563)
- 1627 – Núruddín Džahángír, mughalský císař (* 20. září 1569)
- 1633
  - Kristián Brunšvicko-Lüneburský, německý šlechtic (* 9. listopadu 1566)
  - Sü Kuang-čchi, čínský vědec a úředník (* 24. dubna 1562)
- 1674 – John Milton, anglický spisovatel (* 9. prosince 1608)
- 1695 – Giovanni Paolo Colonna, italský hudební skladatel a pedagog (* 16. června 1637)
- 1719 – Michel Rolle, francouzský matematik (* 21. dubna 1652)
- 1739 – Anselm František Thurn-Taxis, druhý kníže Thurn-Taxis (* pokřtěn 30. ledna 1681)
- 1778 – Kazimíra Anhaltsko-Desavská, německá šlechtična (* 19. ledna 1749)
- 1793 – Madame Rolandová, francouzská revolucionářka (* 17. března 1754)
- 1817 – Andrea Appiani, italský malíř (* 23. května 1754)
- 1818 – Ivan Petrovič Kulibin, ruský hodinář, mechanik, projektant a vynálezce (* 21. dubna 1735)
- 1821 – Jean Rapp, francouzský generál (* 27. dubna 1771)
- 1830 – František I. Neapolsko-Sicilský, král Obojí Sicílie (* 19. srpna 1777)
- 1849 – Charles Lyell, skotský botanik (* 7. března 1767)
- 1858 – George Peacock, anglický matematik (* 9. dubna 1791)
- 1865 – André Dupin, francouzský právník, politik (* 1. února 1783)
- 1875 – Jacob Rannischer, rakousko-uherský právník a politik (* 7. listopadu 1823)
- 1876 – Marie Viktorie al Pozzo della Cisterna, španělská královna (* 9. srpna 1847)
- 1877
  - Karol Beyer, polský fotograf a numismatik (* 10. února 1818)
  - Amálie Augusta Bavorská, saská královna (* 13. listopadu 1801)
  - Ferdinand Fußl, rakouský politik (* asi 30. listopadu 1804)
  - Franz Christen, rakouský politik (* cca 1815)
- 1878 – Sir John Retcliffe, německý spisovatel (Hermann Goedsch) (* 12. února 1815)
- 1880 – Edwin Drake, americký stavbař a vynálezce (* 28. března 1819)
- 1887 – Doc Holliday, americký hráč a pistolník (* 14. srpna 1851)
- 1890 – César Franck, belgický skladatel a varhaník (* 10. prosince 1822)
- 1893 – Francis Parkman, americký historik (* 16. září 1823)
- 1895 – Friedrich Gottlob Keller, německý, mechanik a vynálezce (* 27. června 1816)
- 1898 – Josef Sprinzl, rakouský římskokatolický kněz a politik (* 9. března 1839)
- 1899 – Reginald Southey, anglický lékař (* 15. září 1835)
- 1900 – Friedrich Schuler von Libloy, poslanec Řísské rady (* 13. ledna 1827)
- 1902 – Ibrahim Bašagić, bosenskohercegovský úředník a politik (* 1830/31)
- 1903 – Vasilij Vasiljevič Dokučajev, ruský pedogeograf (* 1. března 1846)
- 1908 – Victorien Sardou, francouzský dramatik (* 7. září 1831)
- 1916 – Dušan Jaroslav Kardoss, slovenský voják a legionář v Rusku (* 8. srpna 1897)
- 1920
  - S. Ansky, bělorusko-ukrajinsko-ruský židovský spisovatel (* 15. října 1863)
  - Nektarios Eginský, řecký pravoslavný arcibiskup a světec (* 1. října 1846)
  - Abraham Kuyper, nizozemský konzervativní politik (* 29. října 1837)
- 1921
  - Pavol Országh Hviezdoslav, slovenský básník (* 2. února 1849)
  - Karel Löwenstein-Wertheim-Rosenberg, německý šlechtic (* 21. května 1834)
- 1924 – Sergej Michajlovič Ljapunov, ruský hudební skladatel (* 30. listopadu 1859)
- 1926 – Günther Stolberg-Stolberg, rakouský šlechtic a poslanec Říšské rady (* 7. února 1845)
- 1929 – Albert Shepherd, anglický fotbalista (* 10. září 1885)
- 1931
  - Zygmunt Marek, polský politik (* 19. března 1872)
  - Henryk Reizes, rakouský politik židovské národnosti z Haliče (* 1878)
- 1932 – Maximilian Vološin, ruský básník a překladatel (* 28. května 1877)
- 1933
  - Vittorio Matteo Corcos, italský malíř (* 4. října 1859)
  - Muhammad Nádir Šáh, král Afghánistánu (* 9. dubna 1883)
- 1934 – Carlos Chagas, brazilský lékař, hygienik a bakteriolog (* 9. července 1879)
- 1935
  - Paolo Orsi, italský archeolog (* 18. října 1859)
  - Elisabeth Förster-Nietzscheová, zakladatelka Nietzscheova archivu (* 10. července 1846)
  - Jindřich Lützow, rakousko-uherský diplomat (* 11. září 1852)
  - Charles Kingsford Smith, australský průkopník letectví (* 9. února 1897)
- 1937 – Petrus Martinus Gerhardus Maria van Haaren, nizozemský fotograf (* 9. března 1859)
- 1941 – Gaetano Mosca, italský politolog (* 1. dubna 1858)
- 1944
  - Walter Nowotny, německý stíhací pilot (* 7. prosince 1920)
  - André Abegglen, švýcarský fotbalový útočník (* 7. března 1909)
- 1945 – August von Mackensen, pruský a německý polní maršál (* 6. prosince 1849)
- 1947 – Maria Josefa Heimerl, německá spisovatelka (* 20. dubna 1866)
- 1948 – Petr Ferdinand Toskánský, rakouský arcivévoda a titulární toskánský velkovévoda (* 12. května 1874)
- 1951 – Vladimír Velecký, slovenský velkostatkář a partyzán (* 21. srpna 1890)
- 1952 – Harold Innis, kanadský ekonom a mediální teoretik (* 5. listopadu 1894)
- 1953 – Ivan Alexejevič Bunin, ruský spisovatel, nositel Nobelovy ceny za literaturu (* 22. října 1870)
- 1954 – Víctor Borja, mexický basketbalista (* 18. června 1912)
- 1962 – Mordechaj Nurok, lotyšský a izraelský politik (* 7. listopadu 1879)
- 1963 – Šimon Jurovský, slovenský skladatel (* 8. února 1912)
- 1966 – Shorty Baker, americký jazzový trumpetista (* 26. května 1914)
- 1967 – Marie Melita Hohenlohe-Langenburská, šlesvicko-holštýnská vévodkyně (* 18. ledna 1899)
- 1968 – Peter Mohr Dam, faerský premiér (* 11. srpna 1898)
- 1969
  - Arthur Hedley, anglický muzikolog (* 12. listopadu 1905)
  - Wolf Durian, německý spisovatel, překladatel a novinář (* 19. října 1892)
  - Harry Mallin, anglický amatérský boxer střední váhy (* 1. června 1892)
  - Vesto Slipher, americký astronom (* 11. listopadu 1875)
- 1970 – Napoleon Hill, americký autor literatury věnované osobnímu úspěchu (* 26. října 1883)
- 1974
  - Valentino Degani, italský fotbalový brankář (* 14. únor 1905)
  - Egon Wellesz, rakouský dirigent, muzikolog, hudební skladatel (* 21. října 1885)
- 1976
  - Armas Taipale, finský olympijský vítěz v hodu diskem (* 27. července 1890)
  - Giorgio Ferrini, italský fotbalista (* 18. srpen 1939)
  - Jakub Bauernfreund, slovenský malíř (* 25. října 1904)
- 1977
  - Matus Bisnovat, sovětský konstruktér letecké a raketové techniky (* 23. října 1905)
  - Erich Geldner, německý stavitel a architekt v Opavě (* 13. září 1891)
- 1978 – Norman Rockwell, americký malíř (* 3. února 1894)
- 1979 – Wilfred Bion, britský psychoanalytik (* 8. září 1897)
- 1981 – Ladislav Boros, maďarský katolický teolog (* 2. října 1927)
- 1983 – Mordechaj Kaplan, litevský židovský filosof a reformátor judaismu (* 11. června 1881)
- 1984
  - Carl Junghans, německý filmový režisér (* 7. října 1897)
  - Collin Walcott, americký jazzový sitárista (* 24. dubna 1945)
- 1985 – Nicolas Frantz, lucemburský profesionální cyklista (* 4. listopadu 1899)
- 1986
  - Vjačeslav Michajlovič Molotov, sovětský ministr zahraničí (* 9. března 1890)
  - Fritz Köllner, německý politik, poslanec Sudetoněmecké strany (* 5. května 1904)
- 1988 – Ján Pásztor, nitranský biskup (* 27. ledna 1912)
- 1990
  - Wolfgang Schmieder, německý muzikolog (* 29. května 1901)
  - Lawrence Durrell, anglický spisovatel (* 27. února 1912)
- 1991 – Ferdinand Vrba, slovenský tenista a tenisový trenér (* 27. června 1922)
- 1992
  - Kees Broekman, nizozemský rychlobruslař (* 2. července 1927)
  - Red Mitchell, americký jazzový kontrabasista (* 20. září 1927)
- 1993 – Andrej Nikolajevič Tichonov, ruský matematik a geofyzik (* 30. října 1906)
- 1998 – Jean Marais, francouzský herec (* 11. prosince 1913)
- 1999
  - Lester Bowie, americký jazzový trumpetista (* 11. října 1941)
  - Leon Štukelj, slovinský olympionik (* 12. listopadu 1898)
  - Jurij Malyšev, sovětský vojenský letec a kosmonaut (* 27. srpna 1941)
- 2000 – Karl Fellinger, rakouský lékař (* 19. června 1904)
- 2004
  - Lennox Miller, jamajský atlet, sprinter (* 8. října 1946)
  - Jaroslav Svěchota, ředitel kontrarozvědky Slovenské informační služby (* 13. září 1941)
- 2006 – Basil Poledouris, americký skladatel filmové hudby (* 21. srpna 1945)
- 2007 – Stephen Fumio Hamao, japonský kardinál (* 9. března 1930)
- 2008 – Mieczysław Rakowski, polský komunistický politik (* 1. prosince 1926)
- 2009
  - Vitalij Lazarevič Ginzburg, ruský fyzik, nositel Nobelovy ceny za fyziku (* 4. října 1916)
  - Jerry Fuchs, americký bubeník (* 31. prosince 1974)
- 2010 – Ernest Valko, slovenský právník (* 10. srpna 1953)
- 2011 – Valentin Kozmič Ivanov, sovětský fotbalista (* 19. listopadu 1934)
- 2015
  - Roman Kaliský, slovenský dramatik, publicista a politik (* 23. září 1922)
  - José Acosta Sánchez, španělský politik, právník, univerzitní profesor a spisovatel (* 13. března 1937)
- 2016
  - Kazimír Gajdoš, slovenský fotbalista (* 28. března 1934)
  - Raoul Coutard, francouzský kameraman (* 16. září 1924)
- 2017 – Josip Weber, chorvatský fotbalista (* 16. listopadu 1964)
- 2018
  - Aschal Achmat-Chuža, baškirský básník a překladatel (* 24. června 1942)
  - Ben Dixon, americký jazzový bubeník (* 25. prosince 1934)
- 2019 – Anatolij Krutikov, sovětský fotbalista ruské národnosti (* 21. září 1933)
- 2021 – Wilhelm Schraml, německý kněz (* 26. června 1935)
- 2021
  - Miroslav Cipár, slovenský malíř (* 8. ledna 1935)
  - Wilhelm Schraml, pasovský biskup (* 26. června 1935)
- 2022
  - Dan McCafferty, skotský zpěvák skupiny Nazareth (* 14. října 1946)
  - Mario Conti, skotský katolický kněz a biskup (* 20. března 1934)

## Svátky

### Česko
- Bohumír, Bohumíra
- Božidara, Bohdana, Bohuna, Bohuše

Katolický kalendář
- Svatý Gottfried (Bohumír)

### Ázerbájdžán
- Den vítězství

## Pranostiky

### Česko
- Na Bohumíra příroda k spánku se ubírá.

| 8. listopad v pražském KlementinuÚdaje jsou platné k 11. 3. 2025. | 8. listopad v pražském KlementinuÚdaje jsou platné k 11. 3. 2025. | 8. listopad v pražském KlementinuÚdaje jsou platné k 11. 3. 2025. |
| minimum                                                           | denní průměr                                                      | maximum                                                           |
| ----------------------------------------------------------------- | ----------------------------------------------------------------- | ----------------------------------------------------------------- |
| −10,2 °C (1908)                                                   | 6,5 °C (od 1961)                                                  | 18,5 °C (2015)                                                    |